# La Septième Croix (roman)
La Septième Croix (titre original en allemand : Das siebte Kreuz) est un roman d'Anna Seghers publié en 1942, en langue allemande au Mexique et en langue anglaise aux États-Unis.

## Publication
Anna Seghers a commencé l'écriture de son roman en 1938, alors qu'elle était en exil dans le Sud de la France. En mars 1941, elle a réussi à rallier Mexico avec sa famille via la Martinique, New York et Veracruz.
En 1942, le livre est publié simultanément en allemand à Mexico (où Anna Seghers s'est réfugiée) et en anglais aux États-Unis, avec le sous-titre : le roman de l'Allemagne hitlérienne. 
L'éditeur anglo-américain Little, Brown and Company prend un risque en faisant un tirage conséquent de 600 000 exemplaires, mais le succès est au rendez-vous.
En 1947, Gallimard publie la traduction en français par F. Delmas. En 2020 les éditions Métailié publient une nouvelle traduction par Françoise Toraille.

## Résumé
Le roman raconte l'évasion de sept prisonniers d'un camp de concentration de Westhofen sur le Rhin. Quatre d'entre eux, Wallau, Beutler, Pelzer et Belloni, sont repris. Un cinquième, Füllgrabe, choisit de se rendre. Un sixième, Aldinger, meurt en atteignant son village. Seul le septième, Georg Heisler, s'échappe et ne subit donc pas la torture à mort sur les croix.

## Analyse
Anna Seghers souhaitait raconter l'histoire d'une évasion réussie, afin de donner de l'espoir et du courage à ceux qui souffraient du nazisme. 
Conçu comme un roman policier, l'œuvre de Seghers s'attache à mettre en lumière l'atmosphère particulière du village situé à proximité du camp et les conséquences de l'évasion de Georg sur la vie quotidienne de ses habitants.

## Adaptation cinématographique
- 1944 : La Septième Croix, film américain de Fred Zinnemann, avec Spencer Tracy dans le rôle du personnage principal.